# Hejnum Kallgate
Hejnum Kallgate este o arie protejată (arie specială de conservare — SAC, sit de importanță comunitară — SCI) din Suedia întinsă pe o suprafață de 958,71 ha, integral pe uscat.

## Localizare
Centrul sitului Hejnum Kallgate este situat la coordonatele 57°40′58″N 18°41′35″E / 57.68284°N 18.693066°E.

## Înființare
Situl Hejnum Kallgate a fost declarat sit de importanță comunitară în aprilie 2004 pentru a proteja 1 specie de plante și 1 specie de animale. Situl a fost protejat și ca arie specială de conservare în martie 2011.

## Biodiversitate
Situată în ecoregiunea boreală, aria protejată conține 11 habitate naturale: Pășuni din zone de pădure fino-scandinave, Pajiști cu Molinia pe soluri calcaroase, turboase sau argilos-nămoloase (Molinion caeruleae), Taiga vestică, Mlaștini împădurite, Mlaștini alcaline, Pajiști carstice calcaroase sau bazofile, de Alysso-Sedion albi, Păduri caducifoliate bătrâne naturale hemiboreale fino-scandinave (Quercus, Tilia, Acer, Fraxinus sau Ulmus) bogate în specii epifite, Alvar nordic și șisturi calcaroase precambriene, Izvoare petrifiante cu formare de travertin (Cratoneurion), Păduri caducifoliate de mlaștină fino-scandinave, Mlaștini calcaroase cu Cladium mariscus și specii de Caricion davallianae.
La baza desemnării sitului se află mai multe specii protejate:
- plante (1): papucul doamnei (Cypripedium calceolus)
- nevertebrate (1): fluturele auriu (Euphydryas aurinia)